# 1967年オーストラリア選手権 (テニス)
1967年 オーストラリア選手権（1967ねんオーストラリアせんしゅけん、1967 Australian Championships）に関する記事。オーストラリア・アデレード市内にある「メモリアル・ドライブ・テニスクラブ」にて開催。

## 概要
- ロイ・エマーソンが4大大会11回目の優勝を果たし、ビル・チルデンの記録を抜きグランドスラム最多優勝記録を更新した。
- 男子シングルスは「59名」の選手による6回戦制で行われた。シード選手は16名。第1・第2シードを含む5名の選手に「1回戦不戦勝」（抽選表では“Bye”と表示）があり、他の14名のシード選手は1回戦から出場した。
- 女子シングルスは「40名」の選手による6回戦制で行われた。8名の選手を絞り落とすため、1回戦として8試合を実施し、他の24名は2回戦から出場した。
- 女子のシード選手は、第1-第4シードまで2人ずつ割り当てる変則的な方式で、第5-第8シードは1人ずつであったため、総計12名となる。2人の第2シード（ロージー・カザルス、ケリー・メルビル）だけが1回戦から出場した。

## シード選手

### 男子シングルス
1. ロイ・エマーソン　（優勝、5年連続6度目）
2. アーサー・アッシュ　（準優勝）
3. ジョン・ニューカム　（ベスト4）
4. クリフ・リッチー　（ベスト8）
5. トニー・ローチ　（ベスト4）
6. マーク・コックス　（ベスト8）
7. オーウェン・デビッドソン　（ベスト8）
8. グラハム・スティルウェル　（3回戦）
9. ビル・ボウリー　（ベスト8）
10. ジム・マクマヌス　（3回戦）
11. レイ・ラッフェルズ　（3回戦）
12. パトリック・ホンベルゲン　（2回戦）
13. バリー・フィリップス・ムーア　（3回戦）
14. ジェームズ・オズボーン　（3回戦）
15. ウィル・コグラン　（3回戦）
16. デール・パワー　（2回戦）

### 女子シングルス
- 1. 　レスリー・ターナー　（準優勝）
- 1. 　ナンシー・リッチー　（初優勝）
- 2. 　ロージー・カザルス　（ベスト4）
- 2. 　ケリー・メルビル　（ベスト4）
- 3. 　フランソワーズ・デュール　（ベスト8）
- 3. 　カレン・クランツケ　（3回戦）
- 4. 　ジャン・レヘイン　（3回戦）
- 4. 　ベティ・ストーブ　（3回戦）
- 5. 　ジュディ・テガート　（ベスト8）
- 6. 　ゲイル・シェリフ　（ベスト8）
- 7. 　ロレイン・ロビンソン　（ベスト8）
- 8. 　フェイ・トイン　（3回戦）

## 大会経過

### 男子シングルス
準々決勝
- ロイ・エマーソン vs.  ビル・ボウリー　4-6, 6-4, 11-9, 16-14
- トニー・ローチ vs.  クリフ・リッチー　10-8, 7-5, 4-6, 5-7, 6-1
- ジョン・ニューカム vs.  マーク・コックス　6-3, 7-5, 6-4
- アーサー・アッシュ vs.  オーウェン・デビッドソン　6-1, 6-3, 6-2

準決勝
- ロイ・エマーソン vs.  トニー・ローチ　6-3, 4-6, 15-13, 13-15, 6-2
- アーサー・アッシュ vs.  ジョン・ニューカム　12-10, 20-22, 6-3, 6-2

### 女子シングルス
準々決勝
- レスリー・ターナー vs.  フランソワーズ・デュール　6-1, 10-8
- ロージー・カザルス vs.  ゲイル・シェリフ　6-3, 6-3
- ケリー・メルビル vs.  ジュディ・テガート　6-1, 4-6, 10-8
- ナンシー・リッチー vs.  ロレイン・ロビンソン　6-3, 1-0 （途中棄権）

準決勝
- レスリー・ターナー vs.  ロージー・カザルス　4-6, 6-1, 6-4
- ナンシー・リッチー vs.  ケリー・メルビル　6-4, 6-1

## 決勝戦の結果
- 男子シングルス： ロイ・エマーソン vs.  アーサー・アッシュ　6-4, 6-1, 6-4
- 女子シングルス： ナンシー・リッチー vs.  レスリー・ターナー　6-1, 6-4
- 男子ダブルス： ジョン・ニューカム＆ トニー・ローチ vs.  ビル・ボウリー＆ オーウェン・デビッドソン　3-6, 6-3, 7-5, 6-8, 8-6
- 女子ダブルス： レスリー・ターナー＆ ジュディ・テガート vs.  ロレイン・ロビンソン＆ イブリーヌ・テラス　6-0, 6-2
- 混合ダブルス： オーウェン・デビッドソン＆ レスリー・ターナー vs.  トニー・ローチ＆ ジュディ・テガート　9-7, 6-4